# Гаврилюк Ігор Євгенович
Ігор Євгенович Гаврилюк (21 квітня 1978 — 29 січня 2023, Донецька область) — український військовослужбовець, сержант Національної гвардії України, учасник російсько-української війни. Почесний громадянин міста Тернополя (2023, посмертно), нагороджений орденом "За мужність" ||| ступеня (2023, посмертно).

## Життєпис
Ігор Гаврилюк народився 21 квітня 1978 року.
Мешкав у Тернополі.
З початком повномасштабного російського вторгнення в Україну пішов добровільно служити. Направлений в підрозділ Національної гвардії України. Загинув 29 січня 2023 року на Донеччині. Від 26 січня 2023 року вважався зниклим безвісти.
Похований 4 лютого 2023 року на Пантеоні Героїв Микулинецького кладовища м. Тернопіль.

## Нагороди
- почесний громадянин міста Тернополя (3 березня 2023, посмертно) — за вагомий особистий вклад у становленні української державності та особисту мужність і героїзм у виявленні у захисті державного суверенітету та територіальної цілісності України[2].
- Орден "За мужність" ||| ступеня (2023, посмертно).